# 백자 달항아리 (국보 제262호)
백자 달항아리(白磁 壺)는 대한민국 경기도 용인시 처인구 삼가동, 용인대학교 박물관에 있는 백자 항아리이다. 1991년 1월 25일 대한민국의 국보 제262호로 지정되었다.

## 갤러리

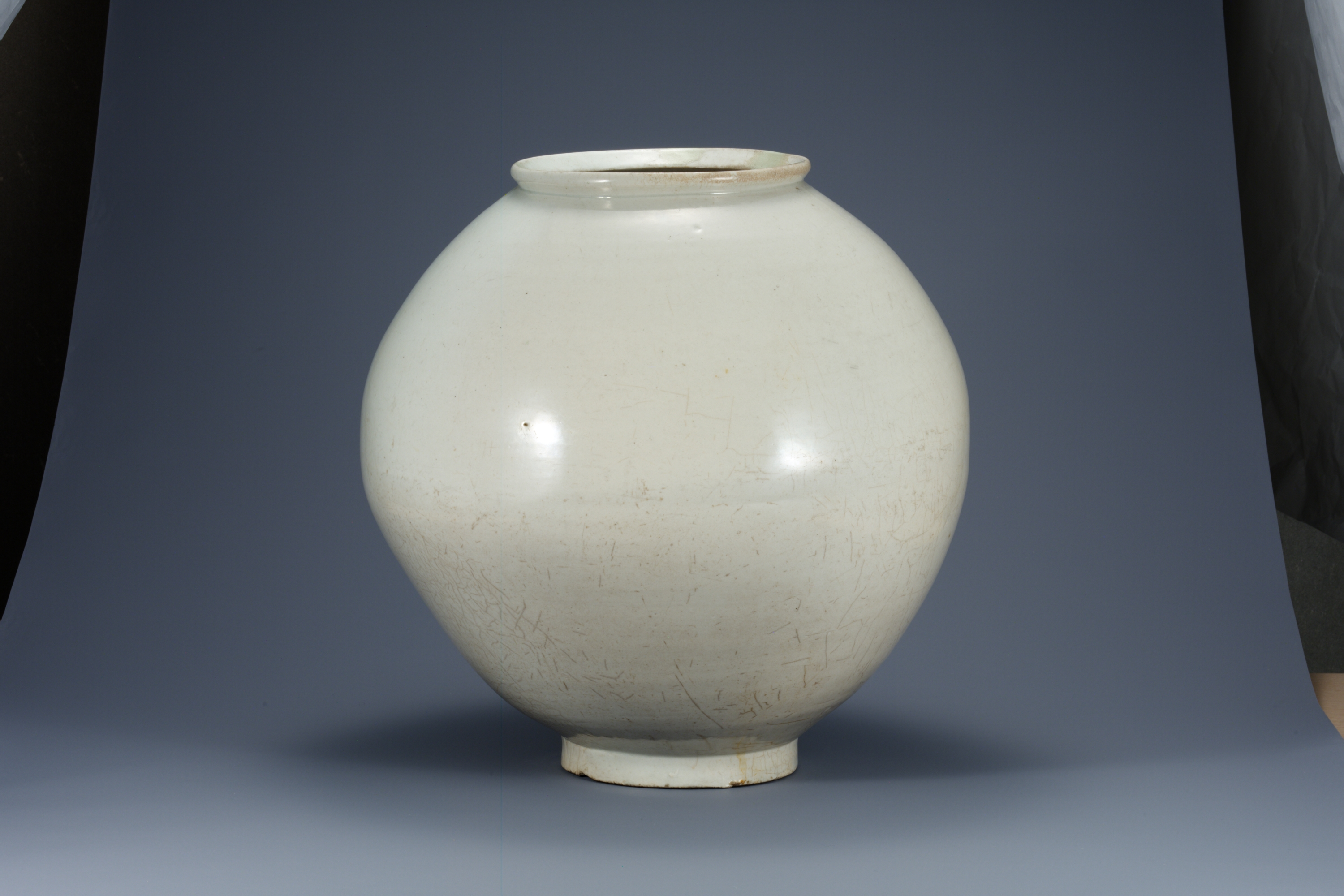
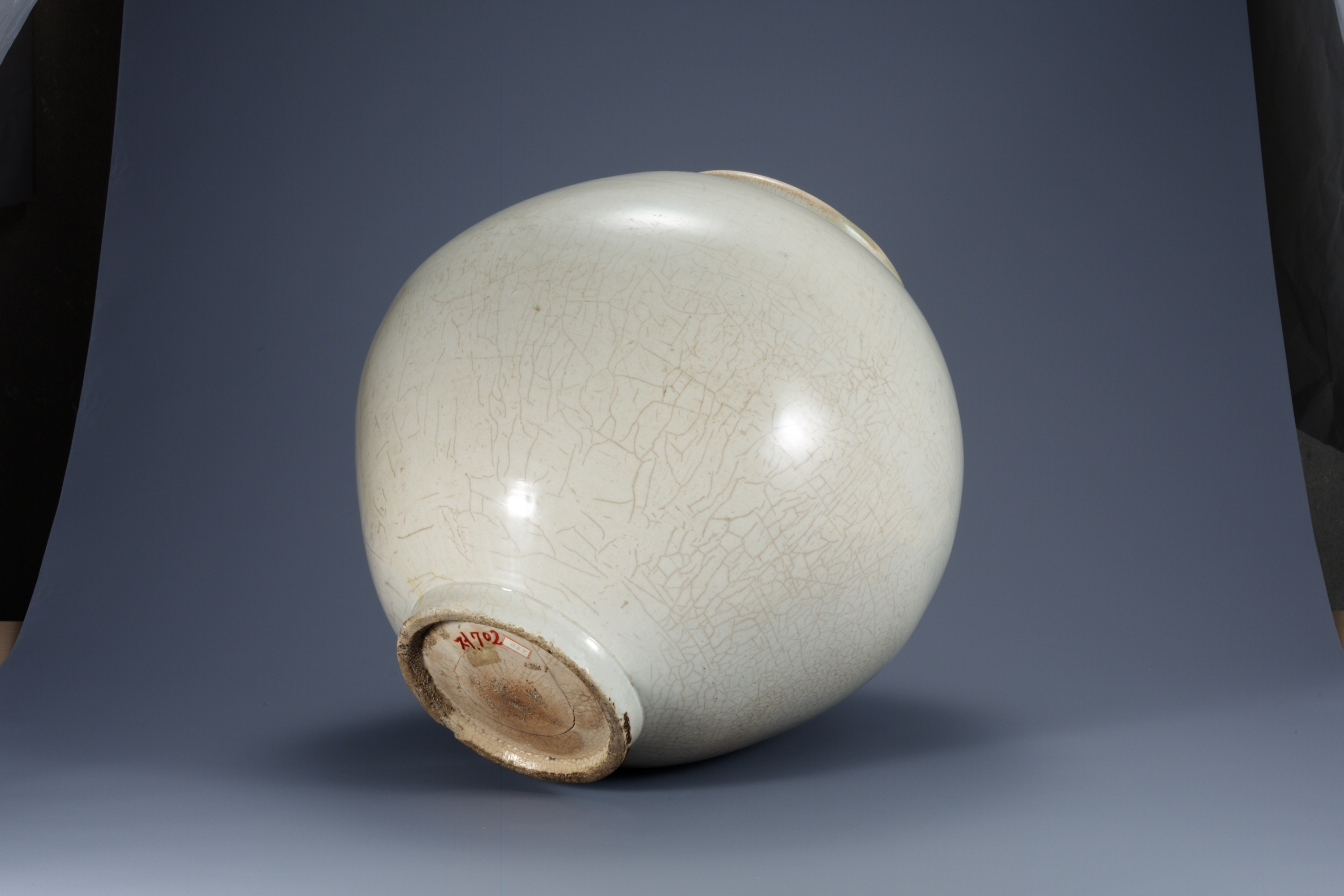
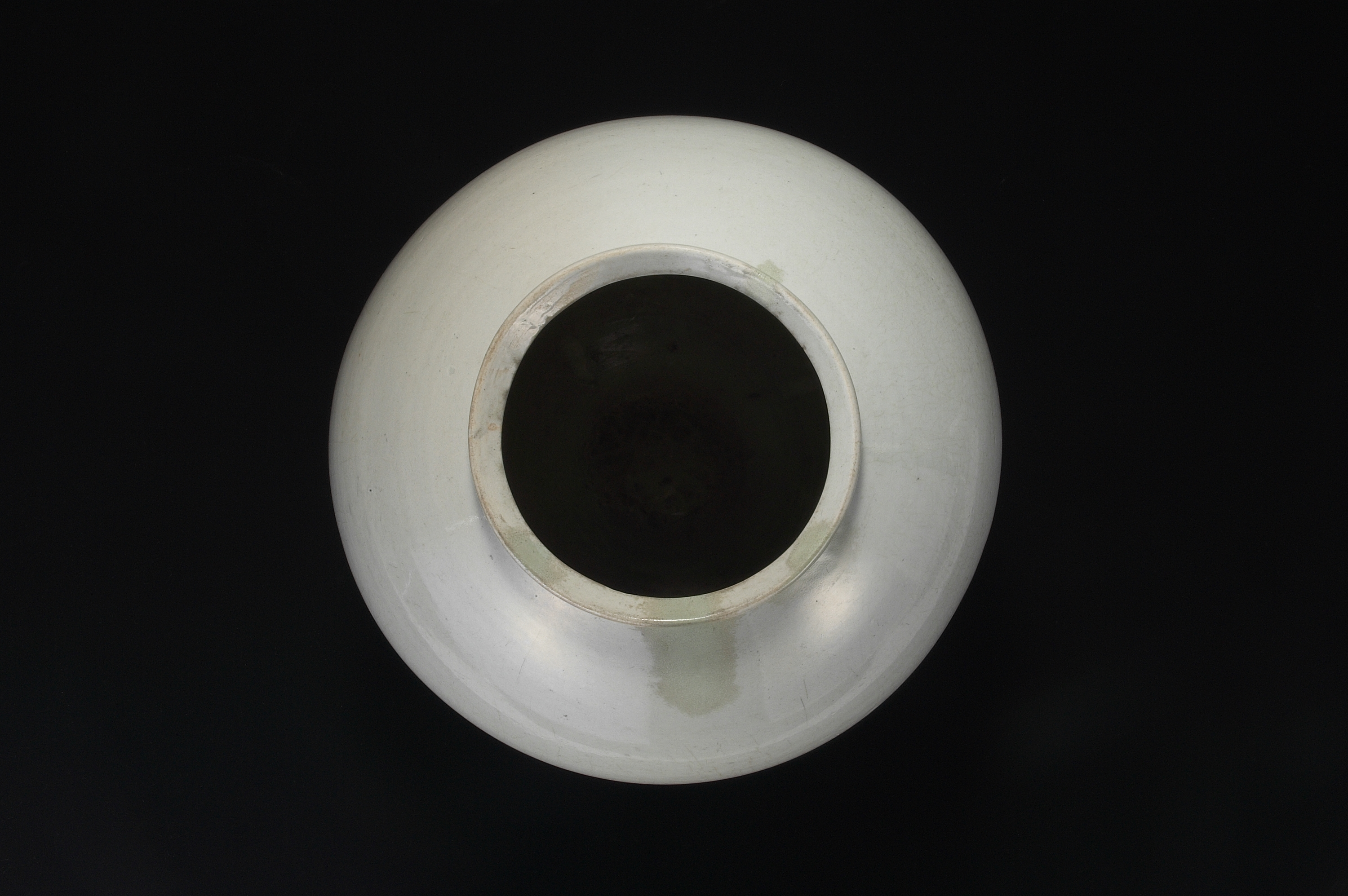

## 개요
입언저리가 예각을 이루며 은행알처럼 깎여졌고, 몸체는 풍만하고 둥근 달항아리 모양의 원호(圓壺)를 이루었다. 굽은 입부분과 비슷한 입지름을 가졌으며, 몸통과 중간 부분에는 성형에 어려움이 있어 윗 부분과 아래 부분을 따로 만든 후 두 부분을 이은 이음자국이 남아 있다. 유색은 설백색(雪白色)의 백자로, 일부 기면에는 담청(淡靑)을 머금은 유약을 발라 은은한 광택이 있다.
굽다리에는 가는 모래받침으로 받쳐 구운 흔적이 남아 있으며, 저부 중앙에는 터진 홈이 나있다. 조선시대 18세기 전반인 숙종ㆍ영조 연간의 조선사회에 대한 자긍심과 자기 세계에 대한 재발견이 이루어진 시기를 배경으로, 광주의 궁평리 오향리 금사리 요지에서 관어용의 백자 큰항아리로 제작되었다.
현존하는 백자 달항아리 중 크기가 대형이며, 풍만하고 당당한 모습으로, 이 시기의 백자 달항아리를 대표할 만하다. 설백색의 흰 맛과 달처럼 둥근 맛의 이러한 항아리는 조선시대 말경에 대가집에서 젓갈이나 간장 등을 담아 사용하였다는 보고도 있다. 조선시대 백자를 대표하는 작품이다.
1991년 1월 25일 국보로 지정되었으며, 우학문화재단 소유로, 용인대학교에 소장되어 있다.힛